# 太平天国台门
太平天国台门，又作太平天囯台门，位于浙江省临海市古城街道回浦路，由太平军所建，为太平天国侍王李世贤在台州的临时寓所和指挥部，现为临海市重点文物保护单位。台门内有明代所建民房，现部分为居民私房、部分为临海市博物馆开设的“云古斋”。

## 历史
台门内房主原为王介眉，清道光六年（1826年）、十三年（1833年）分别卖给了林、陈二家。咸丰十一年（1861年）十月，太平天国侍王李世贤进攻台州，并于同年十一月一日进入临海，在陈家设立总部，以临海作为太平军在台州的活动中心，各部驻后街黄宅、芝麻园洪颐煊宅、更铺巷项宅等处。同治元年（1862年）四月，太平军从台州撤出。
1954年3月11日，台州专区文物管理委员会于宅内征集到太平军遗留下来的铁枪一支、铁矛二支。1962年列为临海县文物保护单位。十年动乱期间，台门内的陈列文物被洗劫一空，楼房亦被饮食部门所占。粉碎四人帮后，临海县委根据旧临海县志的记载，认为台门是重要的文物，是研究太平天国在台州地区活动的重要实物资料。1981年，国家文物局对此作过考察后，认为该处是一座比较典型的明建住宅，具有很高的历史和艺术价值。1982年5月，临海博物馆于台门内开设“云古斋”，收购文物并销售文房四宝等。1983年4月15日，临海县人民政府将台门列入重新公示的第一批“临海县文物保护单位”（县改市后为临海市文物保护单位）。

## 建筑特征
太平天国台门为具有广西风格的八字门形式，门上有向内的披檐。台门内明代所建的民房占地面积约450平方米，天井东西宽9米、 南北深6.7米，为三合院建筑，正房共七间，东西厢各有三间，均为二层。正房的屋顶为硬山顶，彻上明造，前坡略长于后坡。明间和次间为厅堂，穿斗式木构架。每缝七架，柱头和额枋上均置有斗拱，柱头科以上饰卷云纹雀替。前檐柱头科作覆式仰 “八”字斜拱，坐斗较大，出一翘。明间、次间斗拱为平身科二攒，梢间、尽间则无斗拱。台门内建筑除少数为初建以外，大部为清代时所重修，因此两厢的结构有所改变，已并非原貌。